# Puy-Malsignat
Puy-Malsignat ist eine Gemeinde in Frankreich. Sie gehört zur Region Nouvelle-Aquitaine, zum Département Creuse, zum Arrondissement Aubusson und zum Kanton Gouzon. Sie grenzt im Nordwesten an Issoudun-Létrieix, im Nordosten an Peyrat-la-Nonière, im Osten an Champagnat, im Süden an Saint-Maixant und im Westen an Saint-Médard-la-Rochette.

## Bevölkerungsentwicklung
| Jahr      | 1962 | 1968 | 1975 | 1982 | 1990 | 1999 | 2008 | 2018 |
| --------- | ---- | ---- | ---- | ---- | ---- | ---- | ---- | ---- |
| Einwohner | 356  | 244  | 215  | 213  | 194  | 194  | 165  | 152  |

## Sehenswürdigkeiten
- Schloss Margeleix, Monument historique
- Kirche Saint-Thomas, Monument historique
- Turm von Puy-Malsignat, Monument historique

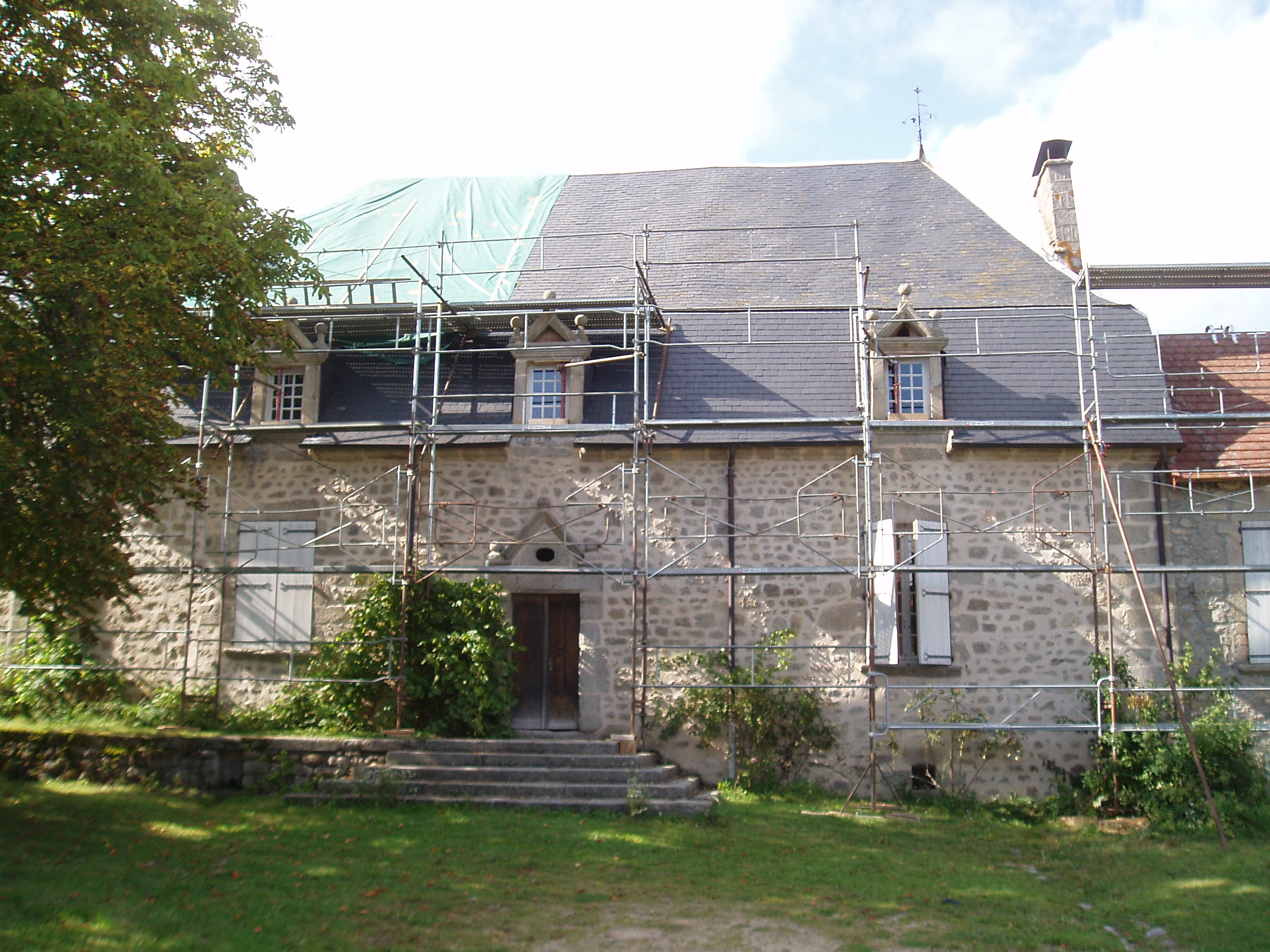
Schloss Mageleix
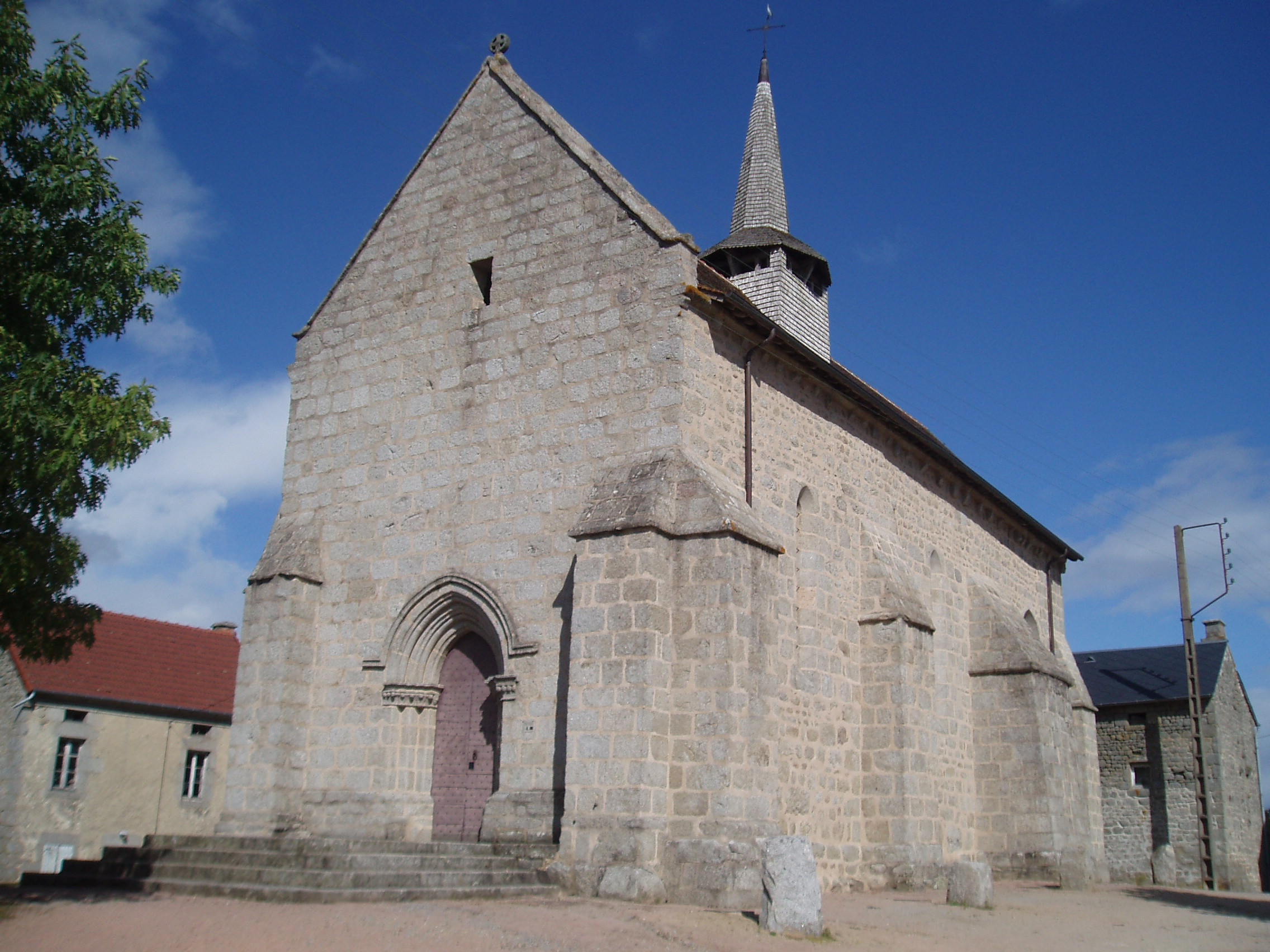
Kirche Saint-Thomas
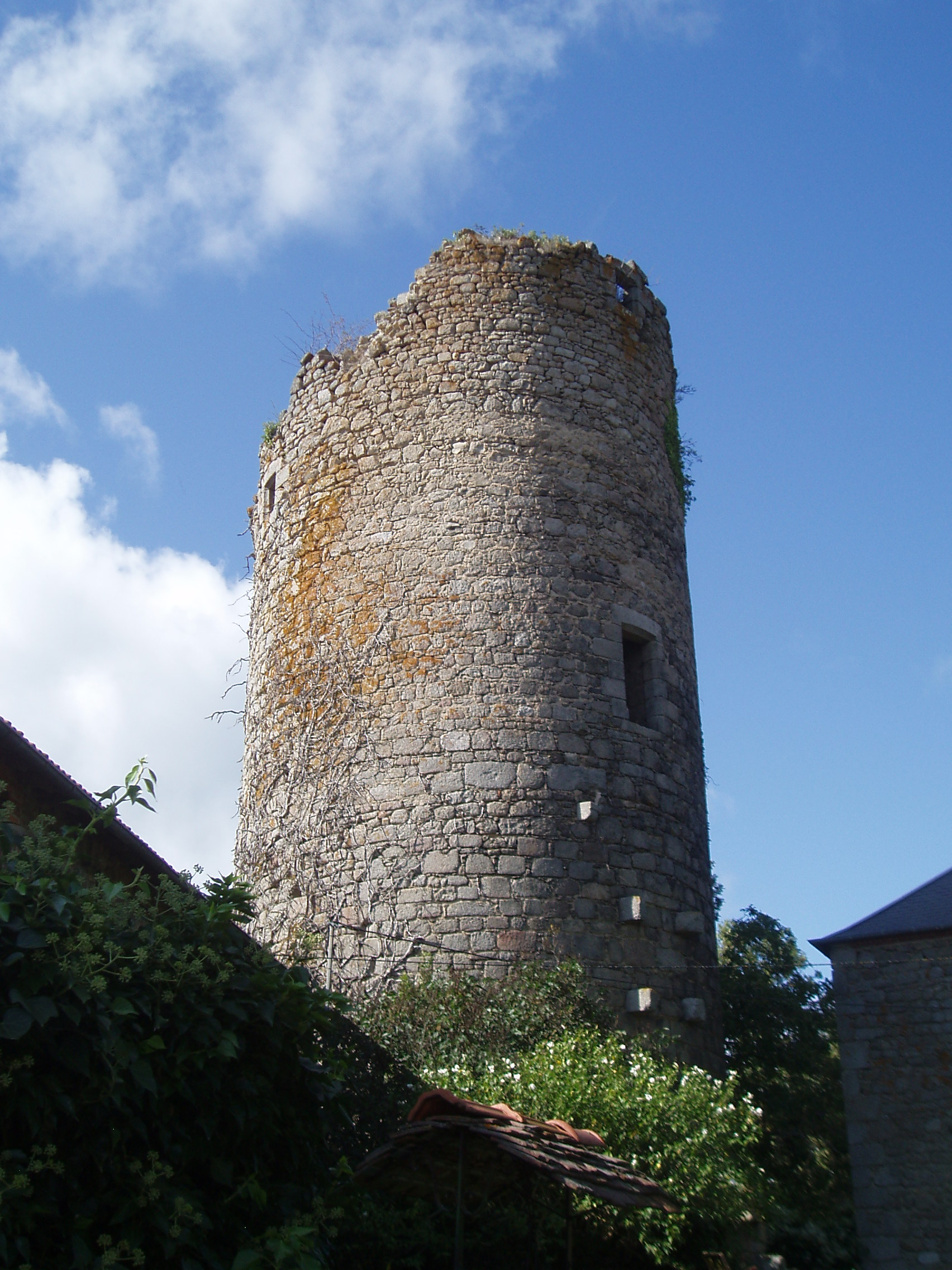
Turm von Malsignat